# L'Atlantide (roman)
Pour les articles homonymes, voir Atlantide (homonymie).
L'Atlantide est le deuxième roman de Pierre Benoit, paru en 1919 aux éditions Albin Michel, notamment sur la recommandation de Robert de La Vaissière qui y était lecteur. Il est devenu un véritable livre à succès de l’édition française (1,722 million d’exemplaires vendus dont 991 000 en Livre de poche, au début du XXIe siècle). Son immense succès fut attribué au besoin des Français d’oublier la Première Guerre mondiale, qui venait de s’achever, par des livres pleins de passion et d’exotisme. Le livre est dédié à André Suarès.
Il a reçu le Grand prix du roman de l'Académie française en 1919 et a donné lieu à plusieurs adaptations cinématographiques.

## Historique
L'histoire paraît d'abord en feuilleton, dans la Revue de Paris, à partir du 15 novembre 1918 ; puis le roman est publié par Albin Michel, en avril 1919.

## Présentation succincte

### Résumé
L'éditeur présente le livre comme s'il s'agissait d'un manuscrit égaré.
Six années avant le récit, qui se tient en 1903, deux officiers français, le lieutenant André de Saint-Avit et le capitaine Jean-Marie François Morhange, en expédition géographique, se retrouvent captifs d’un royaume inconnu, au cœur du Sahara algérien. L'étrange cité du Hoggar est dirigée par la mystérieuse reine Antinéa, qui serait la descendante de Neptune et des rois de l'Atlantide. 
Antinéa est une femme monstrueuse, véritable Barbe-Bleue femelle, qui a fait construire une cave avec 120 niches dans ses murs, une pour chacun de ses amants. 53 niches sont déjà remplies, et quand les 120 le seront, Antinéa siègera alors éternellement sur un trône érigé dans cette cave.
Saint-Avit ne parvient pas à résister aux charmes d'Antinéa; devenu esclave de sa volonté il assassine Morhange, qui y était resté insensible. Saint-Avit s'échappe alors du Sahara. 
En 1903, le 6 juin, Saint-Avit, devenu capitaine, est nommé commandant du poste de Hassi Inifel fort situé sur la route d'El Goléa (aujourd'hui El Menia) à In Salah. Il y retrouve son second, le lieutenant Olivier Ferrières, de la même promotion à Saint-Cyr, saharien moins expérimenté que lui.
Peu à peu, Saint-Avit dévoile sans réserve à son camarade l'exact récit de l'expédition Morhange-Saint-Avit : il a tué son sympathique et cultivé compagnon. Il relate tous les détails de leur aventure. Ferrières écoute, fasciné.
Le récit, de la main du lieutenant Ferrières, s'achève le 8 novembre 1903.

### Organisation
Outre un bref chapitre liminaire, le livre comporte vingt chapitres principaux.
Le premier chapitre procure le contexte : le livre provient d'un manuscrit égaré, rédigé par le lieutenant Olivier Ferrières. André de Saint-Avit est annoncé, puis prend son commandement.
Son long récit s'ensuit, jusqu'à la décision finale et logique des deux protagonistes.

### Personnages principaux et secondaires
- Antinéa :
- capitaine André de Saint-Avit :
- lieutenant Olivier Ferrières :
- Cegheïr-ben-Cheïkh :
- capitaine Jean-Marie Mohrange :
- Maréchal des logis chef Châtelain :
- Hetman de Jitomir :
- Tanit Zerga :
- Le Mesge :
- le comte Bielowski :

### Thèmes abordés

#### Monde perdu
Une cité marine disparue que toutes les données inclinent à voir engloutie sous un océan se niche dans le sable du Hoggar, créant un fort contraste, du fait de l'association de la mer et du désert.

#### Femme fatale
L'amour pour une femme superbe, érotique et énigmatique, est au centre du récit. L'amour se mêle étroitement à la mort : le désir des hommes pour Antinéa leur est, au premier degré, fatal. La reine s'intéresse surtout aux beaux officiers, voire aux aventuriers ; les hommes plus âgés ou moins audacieux n'entrent pas dans ses recherches.
En dehors de Morhange, elle ne tombe pas amoureuse.
Les dépouilles des amants sont collectionnées et mises en scène dans un mausolée superbe.
L’autre personnage féminin est la « petite Tanit-Zerga » ; princesse « Sonrhaï » de Gao enlevée par les Touareg et devenue esclave d’Antinéa. C’est Tanit-Zerga et non Antinéa qui figure sur la couverture de l’édition en Livre de poche.

#### Exotisme colonial
Le roman suit le rythme des tâches et des ambitions de jeunes officiers de l'armée d'Afrique. La France est vue comme un territoire terne.

#### Mystique du désert
L'isolement du fort fait écho à la proximité du désert, de ses dangers, mais également de ses mystères. Parmi ces derniers, il recèle une cité oubliée, à laquelle un long jeu de piste permet d'accéder.

##### «Plus loin, vers le Sud»
« — Plus loin, plus loin, — m’écriai-je, — vers le Sud, jusqu’aux endroits où n’atteint pas l’ignoble marée de gravats de la civilisation. ». Effectivement, les personnages « descendent » le long du méridien qui va de Paris au Hoggar, en passant par Auxonne, Alger, Berrouaghia, Boghar, le Camp des zouaves (Aïn-Moudjrar), Hassi Inifel, le Tidi-kelt, et même jusqu’au Gao de Tanit-Zerga …Ils ne s’écartent de cette verticale que pour évoquer Sfax ou le Touat.

## Accueil et critiques
L'Atlantide est un triomphe dès sa parution, en avril 1919.
Chantal Foucrier commente ainsi la réaction du critique Albert Thibaudet, dans La Nouvelle Revue française de septembre 1919 : « Il y saluait l'ingéniosité et la technique de l'auteur, tout en regrettant que la narration eût pour centre et objet une histoire d'amour ».
Le livre reçoit le grand prix du roman de l'Académie française en 1919.
En 1922, Pierre Benoît intente un procès pour plagiat à Georges Grandjean, qui vient de publier Antinéa ou la Nouvelle Atlantide.

## Genèse et inspirations

### Mythe de l'Atlantide
Le thème du continent englouti de l'Atlantide provient du Critias et du Timée de Platon.
Pierre Benoît fait preuve d'audace en prolongeant l'ancien récit, inachevé, de Platon.
Pour le personnage d'Antinéa, il s'inspire de Tin Hinan.

### Affaire Quiquerez-Segonzac
Pierre Benoit puise également pour ce livre dans ses souvenirs de jeunesse. Fils du colonel Gabriel Benoit, il a passé ses premières années en Tunisie, où son père était en poste, puis en Algérie où il a accompli son service militaire. Il visite le tombeau de la chrétienne, où se trouve le mausolée de Cléopâtre Sénélé.
Dans un article de L'Écho de Paris le 2 février 1920, Pierre Benoit explique ainsi :
« De 1892 à 1907, j'ai vécu en Tunisie et en Algérie. Dès mon enfance, j'ai entendu parler des Touaregs, et mon imagination a été excitée par certaines sombres histoires, celle notamment d'une mission exécutée dans le Centre africain par deux Français dont un seul était revenu sans qu'on ait jamais pu savoir comment avait péri son compagnon. Telle est l'idée qui est à la base de l'Atlantide, il n'y en a pas d'autre. »
L'expédition africaine du lieutenant Quiquerez et du capitaine René de Segonzac, en 1890, aurait donc directement inspiré P. Benoît. Le capitaine Segonzac serait le modèle d'André de Saint-Avit, subissant, dans la réalité, un procès pour meurtre, à l'issue duquel il fut acquitté en octobre 1893. Pierre Benoît a entre quatre et sept ans, à l'époque de ce fait divers.

### Expéditions françaises au Sahara
Pierre Benoît a pris connaissance du récit d'Henri Duveyrier, paru en 1864 ; il a lu également la thèse d'Henri Schirmer sur le Sahara, de 1893.
Le massacre de la mission Flatters (1880) marque le roman, dès le premier chapitre. Le meurtrier du colonel Flatters et du capitaine Masson, Seghir-Ben-Cheikh, semble tout droit relié au roman de Benoît. L'expédition Flatters est passé par Hassi Inifel.

### Prisonniers Touaregs d'Hassi Inifel
En 1887, les Chambaas remettent deux prisonniers Touaregs aux Français, capturés lors de l'attaque du puits d'Hassi Inifel. Ceux-ci seront l'objet d'études, notamment du capitaine Henri Bissuel et du linguiste Émile Masqueray, auteur d'un dictionnaire français-touareg.
L'explorateur Paul Crampel s'appuiera sur l'un de ces prisonniers Touareg, pour son expédition de 1890 vers le lac Tchad, hélas massacrée le 9 avril 1891.

### Culture berbère
Pierre Benoit se serait inspiré, pour son personnage d'Antinéa, de la reine berbère Tin Hinan.

### Œuvres de H.R. Haggard
Sir Henry Rider Haggard, a prétendu que son propre roman Elle, aurait pu influencer Pierre Benoit. La trame est semblable : un pays inexploré, deux blancs aventuriers, une reine mystérieuse, un amour aux conséquences mortelles.
Il saisit l'Académie française, lors de la parution de L'Atlantide au Royaume-Uni, en octobre 1919, dans la revue The french Quaterly. Pierre Benoît commande une étude comparative à un jeune normalien agrégé d'anglais.
Pierre Benoît diffuse un article « Comment j'ai écrit l'Atlantide », le 2 février 1920, dans l'Écho de Paris, soutenu par Léon Daudet ainsi que par Valéry Larbaud.
L'accusation est écartée. She (Elle), paraît en anglais en 1886, année de naissance de Pierre Benoît et en français en 1920, une année après L'Atlantide. Pierre Benoît ne pratique pas l'anglais.
C'est donc un autre roman de Ridder Haggard, plus tardif, qui aurait surtout influencé l'Atlantide, avec même certains éléments relevant du plagiat, comme la grotte où sont conservées les momies des anciens amants des reines successives. Il s'agit du Dieu Jaune, publié en 1908, soit dix années avant le roman de Pierre Benoît.
Cette polémique fait beaucoup pour la promotion du livre.

## Illustrations
Alméry Lobel-Riche illustre le roman chez Albin Michel, en 1922.

## Adaptations

### Au théâtre
1920 : L'Atlantide, adaptation par Henri Clerc, mise en scène d'Arsène Durec, musique de Tiarko Richepin, décors et costumes de René Crevel. Première le 18 décembre 1920 au Théâtre Marigny. (Régis Gignoux, « Les Premières. Comédie-Marigny l’Atlantide »,  Le Figaro, 20 décembre 1920, p. 3).

### Au cinéma
- 1921 : L'Atlantide, film muet franco-belge réalisé par Jacques Feyder. Scénario fidèle au roman de Pierre Benoit.
- 1932 : L'Atlantide, film allemand réalisé par Georg Wilhelm Pabst. Scénario, fidèle au roman, dans un style très expressionniste avec ses vastes plages d’ombre et de lumières.
- 1947 : Siren of Atlantis, film américain réalisé par Greg g Tallas, John Brahm et Arthur Riley. Scénario dans l'ensemble assez fidèle au roman, avec quelques adaptations pour contourner la censure du Code Hays.
- 1961 : L'Atlantide, film franco-italien réalisé par Edgar George Ulmer. Modernisation du roman de Pierre Benoit avec hélicoptères et bombe atomique.
- 1962 : Hercule à la conquête de l'Atlantide (Ercole alla conquista di Atlantide), film italien réalisé par Vittorio Cottafavi. Mélange de mythes ne reprenant que quelques éléments du roman.
- 1992 : L'Atlantide, film français réalisé par Bob Swaim. Variation autour du roman.

### À la télévision
- 1972 : L'Atlantide, téléfilm français réalisé par Jean Kerchbron. Téléfilm fidèle au roman, mais marqué par son temps, Antinéa menant un combat féministe.
- 1988 : Le Secret du Sahara, mini-série.

### Source primaire
- L'Atlantide, Bruxelles, Éditions du nord, coll. « Electa », 1944, 284 p.